# No. 242 Squadron RAF
 (mai 2023).
Si vous disposez d'ouvrages ou d'articles de référence ou si vous connaissez des sites web de qualité traitant du thème abordé ici, merci de compléter l'article en donnant les références utiles à sa vérifiabilité et en les liant à la section « Notes et références ».
Le No. 242 Squadron RAF est un squadron de la Royal Air Force (RAF). Il joue de nombreux rôles pendant la Première Guerre mondiale, la Seconde Guerre mondiale et la Guerre froide.
Pendant la Seconde Guerre mondiale, l'escadron se distingue par le fait que de nombreux pilotes sont des membres de la RCAF ou des Canadiens servant dans la RAF - à tel point qu'il est parfois connu, officieusement, sous le nom de « 242 Canadian Squadron » - et par le fait qu'il est le premier escadron à être commandé par Douglas Bader.